# Schwärzerhof
Der Schwärzerhof ist ein historisches Hofgut bei Möckmühl, dessen Ursprünge auf ein mittelalterliches Dorf (Swerze, Schwärz und weitere Schreibweisen) zurückgehen.

## Geografie
Der Schwärzerhof liegt etwa anderthalb Kilometer südwestlich der Stadtmitte von Möckmühl ungefähr 290 m ü. NN auf einem sich südostwärts absenkenden Hügelrücken, auf dem ihn drei kleine Waldstücke umgeben.

## Geschichte
Der älteste urkundliche Beleg für eine Besiedlung des Ortes stammt aus dem Jahr 1313, als Albrecht von Hohenlohe und seine Frau Hedwig ihren Besitz in Sensfeld, Sigelbach, Swerze, Korbe und Buchsheim an das Kloster Seligental verkauften. 1421 besaß Fritz Duming von Domeneck einen Hof zu Schwärtz, den er dem Chorherrenstift in Möckmühl vermachte. Bei diesem Hof handelte es sich wohl um den ursprünglichen Herrenhof des Dorfes, da im 16. Jahrhundert eine Fläche von 121 Morgen Land zum Hof gehörten. Der Hof wurde als Dumingshof, später als Thennichshof bezeichnet. Neben diesem Hof bestanden im Ort Schwärz noch mindestens drei weitere Höfe. Neben dem Kloster Seligental und dem Chorherrenstift Möckmühl hatte auch die Frühmesspfründe St. Katharina an der Möckmühler Pfarrkirche Besitz im Ort. Im Zuge der Reformation kam der Seligentaler Besitz an Württemberg. Der Thennichshof war unterdessen bis 1582 zum Erblehen der ihn bewirtschaftenden Bauern geworden.
Im Dreißigjährigen Krieg wurde der Ort verlassen. Die Höfe und die zugehörigen Fluren lagen mehrere Jahrzehnte über den Westfälischen Frieden hinaus brach. Auch die Flur des nordwestlich von Schwärz gelegenen, ebenso verlassenen Dorfes Siegelbach wurde nicht mehr bewirtschaftet und Grenzsteine gingen verloren, so dass der genaue Verlauf der kleinteilig gestreuten Markungen in Vergessenheit geriet.
Eine arrondierte Markung von Schwärz entstand erst bei der Neuvermessung im Zuge der Wiederbesiedlung 1679. Bereits 1688 wurde der wiederaufgebaute Thennichshof im Pfälzischen Erbfolgekrieg vollständig geplündert. 1696 erwarb Franz von Tolnay de Goellye, der sich als militärischer Unterhändler im Amt Möckmühl verdient gemacht hatte und später auch den Tolnayshof gründete, den Thennichshof. Mit Tolnays gesamtem Möckmühler Besitz kam der Hof 1701 an den Hauptmann Alexander Krumhaar. Nachdem dieser 1710 in Gant geriet, wechselten die Besitzer mehrfach, bis der Hof schließlich an die Herren von Ellrichshausen kam, die ihn an Bauern verpachteten. Ab der Mitte des 18. Jahrhunderts war die Familie Hörcher längere Zeit Pächter des inzwischen Schwärzerhof genannten Anwesens. Der spätere Pächter Emil Ege (1833–1893) war württembergischer Landtagsabgeordneter.

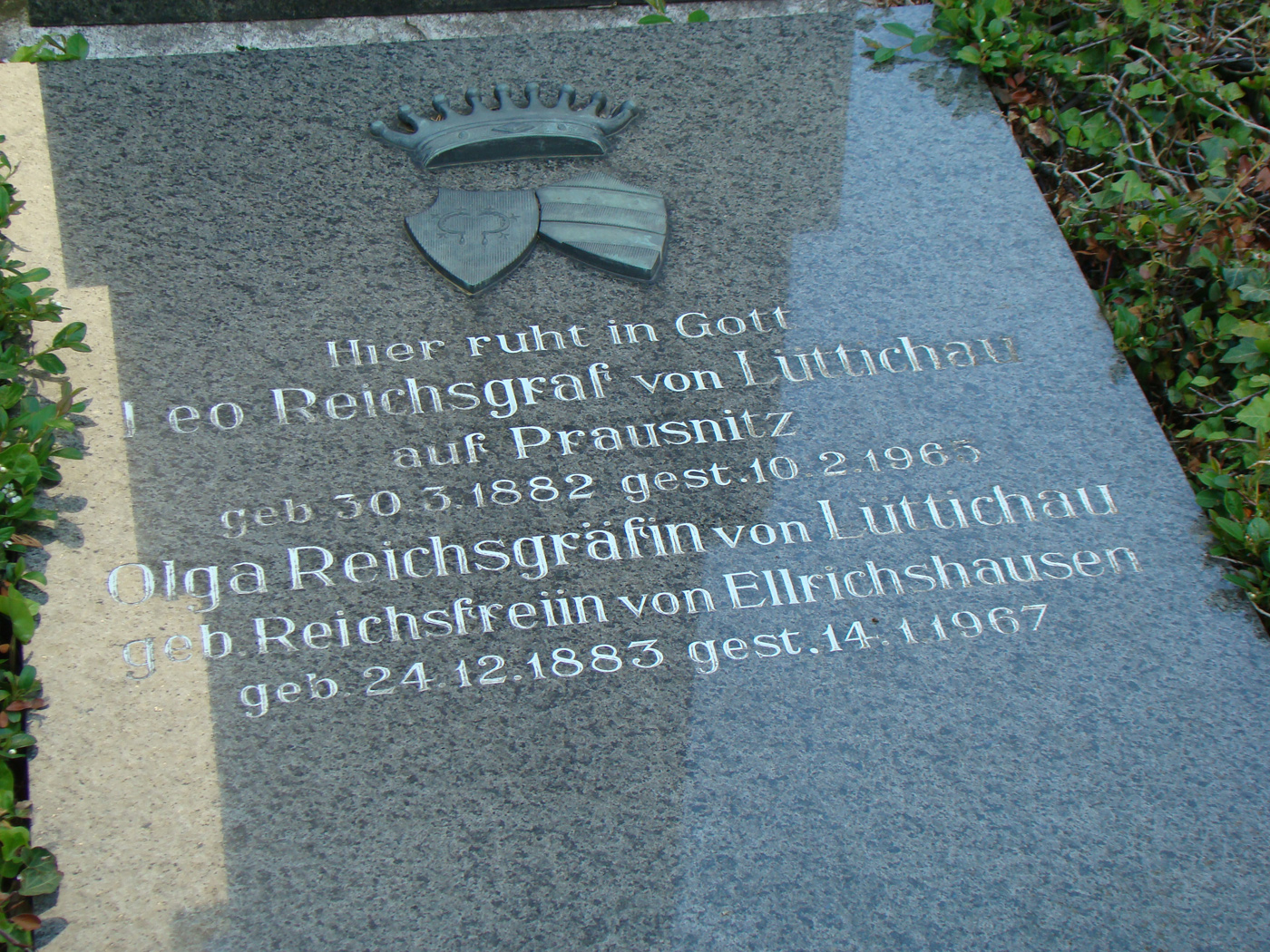
Grabstein von Olga von Ellrichshausen und Leo von Lüttichau

Über die Ehe von Olga von Ellrichshausen (1883–1967) mit Leo von Lüttichau (1882–1965) ging der Hof bis spätestens 1912 in den Besitz der Grafen von Lüttichau über, die auf dem Hof eine Schweinemästerei eingerichtet haben und ihn bis 1979 bewirtschaftet haben. Ab 1980 befindet sich der Schwärzerhof in Privatbesitz der Familie Beck die ihn bis heute bewirtschaften. Der nur wenige hundert Meter entfernte Aussiedlerhof Schwärz II wurde 1965 erbaut.